# 南佩
南佩（法語：Nampé），是馬里的城鎮，位於該國南部，由錫卡索區的庫蒂亞拉省負責管轄，面積142平方公里，海拔高度303米，2009年人口7,009，人口密度每平方公里49人。